# Malcolm-Jamal Warner
Malcolm-Jamal Warner (Jersey City, 18 agosto 1970 – Limón, 20 luglio 2025) è stato un attore statunitense, noto soprattutto per aver interpretato il ruolo di Theo Robinson, unico figlio maschio della famiglia nella sitcom I Robinson.

## Biografia
Nato in New Jersey, cresce assieme alla madre, dopo il divorzio dei genitori. È stato chiamato così in onore di Malcolm X e del pianista jazz Ahmad Jamal. Compagno di classe di River Phoenix, Christian Slater e Anastacia (l'attore la invita al ballo di fine anno), si diploma alla Professional Children School di Manhattan.
Conosce presto la popolarità grazie al ruolo di Theo Robinson (Theo Huxtable, nell'originale) nella sit-com I Robinson, interpretando Theo, l'unico figlio maschio del ginecologo Cliff Robinson, interpretato da Bill Cosby. Warner recita nella serie dal 1984 al 1992, vincendo svariati Young Artist Awards. Terminata la serie recita nel film Omicidio nel vuoto di John Badham con Wesley Snipes. Tra il 1994 e il 1997 partecipa come doppiatore alla serie animata Allacciate le cinture! Viaggiando si impara. Tra il 1996 e il 2000 è protagonista assieme a Eddie Griffin di un'altra sit-com Malcolm & Eddie, di cui ha diretto anche parecchi episodi. Ha recitato anche in una puntata del telefilm Willy il principe di Bel Air, interpretando la parte di Erik, il ragazzo di Hilary.
È stato fidanzato con l'attrice Michelle Thomas conosciuta sul set de I Robinson, dove ha interpretato Justine Phillips (la sua fidanzata anche nella sit-com stessa) prima della morte di quest'ultima avvenuta nel 1998 per una rara forma di tumore, a soli trent'anni.
Negli anni seguenti ha preso parte alle serie TV Jeremiah e Listen Up!, ed al film del 2008 Tutti pazzi per l'oro. Come musicista ha lavorato nell'album di Tupac Shakur The Rose that Grew from Concrete, nel 2003 pubblica un EP intitolato The Miles Long Mixtape, mentre nel 2007 pubblica l'album Love & Other Social Issues. Fidanzato con Karen Malina White, ha partecipato al videoclip della canzone Liberian Girl di Michael Jackson.
Dal 2017 è uno dei protagonisti della serie televisiva The Resident.
Il 20 luglio 2025 mentre l'attore si trovava in vacanza con la famiglia sulla spiaggia di Playa Cocles, nel distretto di Limón, dopo essersi tuffato in acqua e allontanatosi una ventina di metri, Warner è stato risucchiato da una forte corrente marina, che lo ha trascinato sott'acqua; alcuni presenti gli hanno prestato immediato soccorso, ma una volta trasportato sino a riva, dove ha ricevuto assistenza dalla Croce Rossa costaricana, è stato subito dichiarato morto per annegamento. Aveva 54 anni.

## Filmografia

### Attore

#### Cinema
- Omicidio nel vuoto (Drop Zone), regia di John Badham (1994)
- Tutti pazzi per l'oro (Fool's Gold), regia di Andy Tennant (2008)

#### Televisione
- Saranno famosi (Fame) – serie TV, episodio 2x22 (1983)
- I Robinson (The Cosby Show) – serie TV, 176 episodi (1984-1992)
- Padre Clemence (1987)
- Willy, il principe di Bel-Air (The Fresh Prince of Bel-Air) – serie TV, 2 episodi (1990-1991)
- The Tuskegee Airmen, regia di Robert Markowitz – film TV (1995)
- Tyson, regia di Uli Edel – film TV (1995)
- Malcolm & Eddie - serie TV, 89 episodi (1996-2000)
- Dexter – serie TV, episodio 1x10 (2006)
- Community – serie TV, 4 episodi (2011-2012)
- American Horror Story: Freak Show – serie TV, episodi 4x09-4x10-4x13 (2014)
- Major Crimes – serie TV, 15 episodi (2013-2016)
- Sneaky Pete – serie TV, 6 episodi (2015-2019)
- American Crime Story – serie TV, 4 episodi (2016)
- Suits – serie TV, 6 episodi (2016)
- The Resident – serie TV, 96 episodi (2018-2023)
- Accused – serie TV, episodio 1x04 (2023)
- 9-1-1 – serie TV, 4 episodi (2024)

## Doppiatori italiani
Nelle versioni in italiano delle opere in cui ha recitato, Malcolm-Jamal Warner è doppiato da:
- Stefano Mondini in Jeremiah, Listen Up!, Major Crimes, 9-1-1
- Fabrizio Manfredi ne I Robinson
- Luciano Roffi in Willy, il principe di Bel-Air (ep. 1x09)
- Danilo De Girolamo in Willy, principe di Bel Air (ep. 2x09)
- Mauro Magliozzi in Omicidio nel vuoto
- Gianluca Tusco in Tutti pazzi per l'oro
- Alessandro D'Errico in Community
- Alberto Angrisano in American Horror Story
- Dario Oppido in American Crime Story
- David Chevalier in Ten Days in the Valley
- Roberto Draghetti in Sneaky Pete
- Pino Insegno in Suits
- Stefano Alessandroni in The Resident

Da doppiatore è sostituito da:
- Gabriele Calindri in Allacciate le cinture! Viaggiando si impara